# Bystus globosus
Bystus globosus is een keversoort uit de familie zwamkevers (Endomychidae). De wetenschappelijke naam van de soort werd in 1898 gepubliceerd door Henry Stephen Gorham.